# Allée couverte du Colombier
L'allée couverte du Colombier est située à Aubigné-Racan, dans le département français de la Sarthe.

## Description
L'allée couverte mesure 9 m de long sur 4,50 m de large.